# 4 Ursae Majoris b
4 Ursae Majoris b es un planeta extrasolar con al menos 7.1 veces la masa de Júpiter, que orbita su estrella, π2 Ursae Majoris de la constelación de la Osa Mayor. Por su masa, es probablemente un planeta joviano.
Su estrella es una estrella gigante del tipo espectral K (un poco más fría que el Sol), que se encuentra a unos 250 años luz de distancia. El planeta la orbita a una distancia levemente menor a la que ocupa la Tierra en su órbita, ocupando en ello aproximadamente 3/4 de un año terrestre.